# Freeland, Pennsylvania
Freeland är en ort i Luzerne County i delstaten Pennsylvania, USA.